# Rajnovac
Rajnovac falu Bosznia-Hercegovinában, a Bosznia-hercegovinai Föderáció Una-Szanai kantonjában. Közigazgatásilag Velika Kladušához tartozik.

## Fekvése
Bosznia-Hercegovina északnyugati részén, Bihácstól légvonalban 42, közúton 65 km-re északra, Velika Kladušától légvonalban 7, közúton 12 km-re észak-északkeletre levő dombos, erdős vidéken, a Poljanski-patak völgyében és a környező dombokon fekszik. 

## Népessége
| Nemzetiségi csoport | Népesség 1991 | Népesség 2013 |
| ------------------- | ------------- | ------------- |
| Szerb               | 2             | 1             |
| Bosnyák             | 778           | 536           |
| Horvát              | 2             | 4             |
| Jugoszláv           | 0             | 0             |
| Egyéb               | 9             | 141           |
| Összesen            | 791           | 682           |

## Története
Rajnovac első mecsete 1898-ban épült. 38 év után, azaz 1936-ban új mecset épült ugyanott, amely 44 évig szolgált. 1980-ban letették a jelenlegi mecset alapjait, a gyülekezet ekkor 200 háztartást számlált. A mecset alapítási ceremóniája 1983. május 2-án, az ünnepélyes megnyitó pedig 1985. május 18-án volt. A gyülekezet körülbelül 320 tagot számlál, és a tendencia növekszik. Az imámi szolgálatot Meho Kulaš efendi látja el.

## Oktatás
A településen általános iskola működik.

## Nevezetességei
A falu mecsete 1983 és 1985 között épült, méretei 12x13 méter, a minaret magassága 35 méter.